# Ophiothamnus
Genre
Ophiothamnus est un genre d'ophiures de la famille des Ophiacanthidae.

## Liste des espèces
Selon World Register of Marine Species (2 mars 2019) :
- Ophiothamnus affinis Ljungman, 1872
- Ophiothamnus biocal O'Hara & Stöhr, 2006
- Ophiothamnus chariis H.L. Clark, 1915
- Ophiothamnus dupla Tommasi, 1976
- Ophiothamnus habrotatus (H.L. Clark, 1911)
- Ophiothamnus longibrachius H.L. Clark, 1939
- Ophiothamnus otho A.H. Clark, 1949
- Ophiothamnus remotus Lyman, 1878
- Ophiothamnus venustus Matsumoto, 1915
- Ophiothamnus vicarius Lyman, 1869

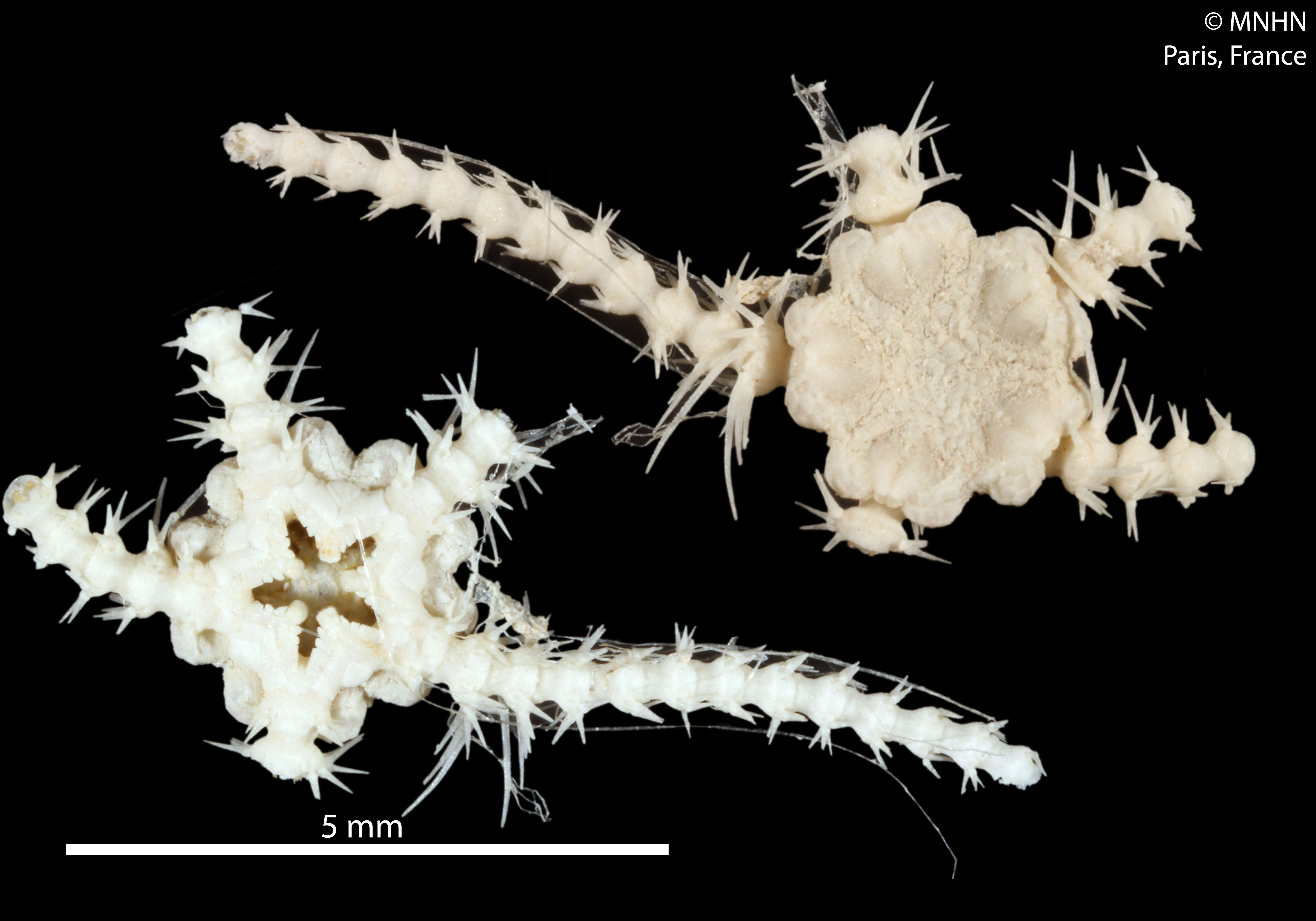
Ophiothamnus affinis
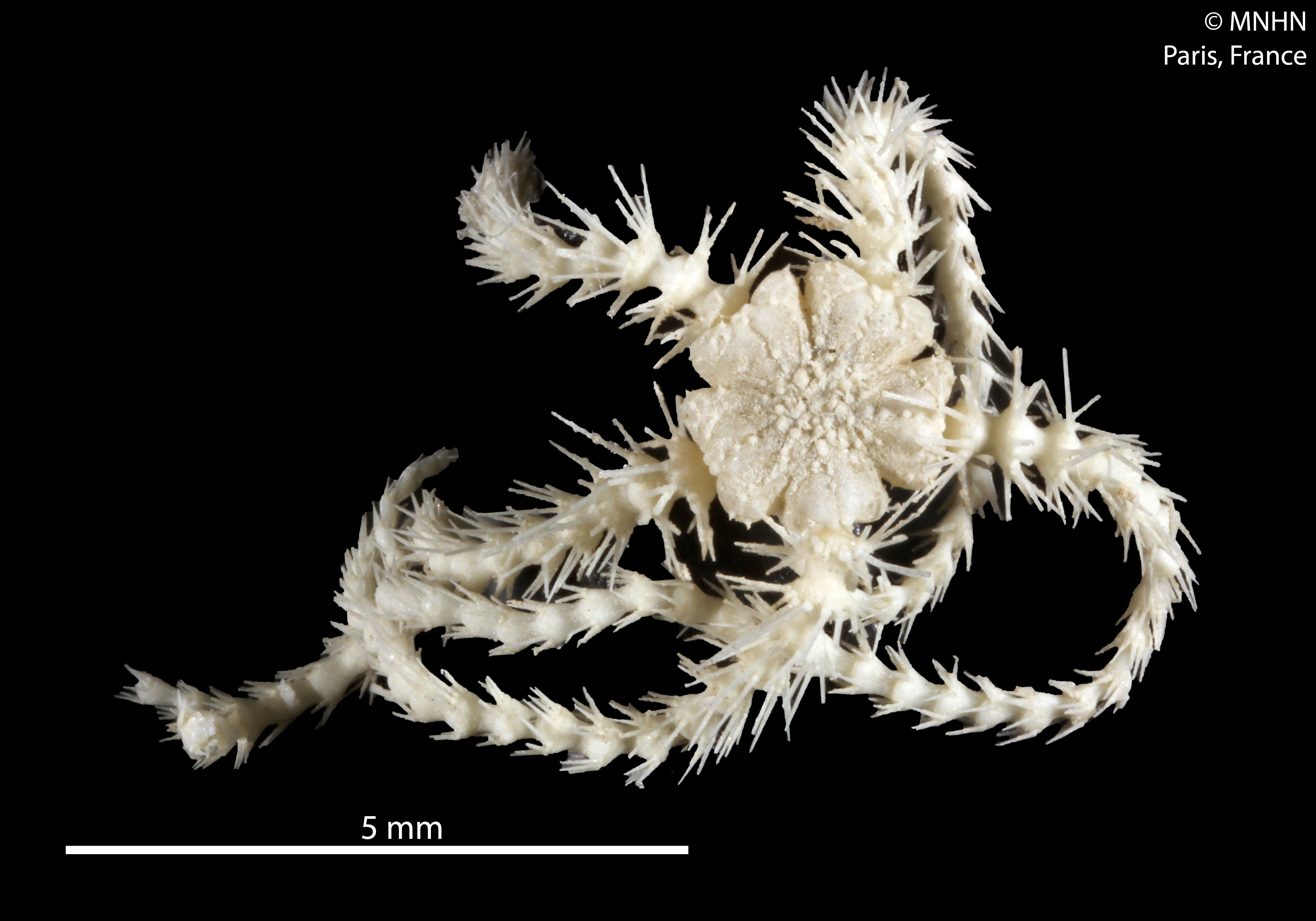
Ophiothamnus biocal
Ophiothamnus remotus